# Pierre Glaudes
Pierre Glaudes (né en 1957) est un historien français de la littérature.

## Biographie
Né le 7 août 1957, Pierre Glaudes est ancien élève de l'École normale supérieure de Saint-Cloud (promotion L1976), agrégé de lettres modernes, docteur (1983) et docteur d'État ès lettres (1986).
Après avoir enseigné à l'université de Grenoble, il devient professeur de littérature à l'université Paris-IV en 2007.

## Travaux
Il a consacré ses travaux à des questions de littérature générale et à des écrivains du XIXe siècle, parmi lesquels Chateaubriand, Balzac, Prosper Mérimée et Villiers de l'Isle-Adam.
Ses recherches portent principalement sur trois domaines :
- le roman français du XIXe siècle et les questions d’esthétique et de poétique narrative liées à l’histoire du genre romanesque au cours de cette période ;
- la littérature d’idées au XIXe siècle, ses enjeux idéologiques et les formes qui lui sont associées en un siècle qui voit l’avènement de la démocratie moderne et le passage à l’ère des médias : l’essai, la critique, le discours polémique, le pamphlet, la satire ;
- les humanités numériques, en particulier les problématiques de l’édition numérique hypertextuelle.

## Publications

### Ouvrages
- Contre-textes. Essais de psychanalyse littéraire (Toulouse, Ombres, 1990).
- Le Personnage (Presses universitaires de France, coll. « Que sais-je ? », 1998, avec Yves Reuter).
- Atala, le désir cannibale (Presses universitaires de France, 1994).
- Joseph de Maistre et les figures de l'histoire (librairie Nizet, 1997).
- L'Essai (Hachette, 1999, avec Jean-François Louette)[6].
- La Peau de chagrin d'Honoré de Balzac (Gallimard, Foliothèque, 2003).
- L’Œuvre romanesque de Léon Bloy (Toulouse, Presses universitaires du Mirail, 2006).
- Nouvelles de Mérimée (Gallimard, Foliothèque, 2007).
- Esthétique de Barbey d’Aurevilly (Classiques Garnier, 2009).
- Léon Bloy, la littérature et la Bible (Les Belles Lettres, 2017).

### Éditions
- Jean Cocteau-Jacques Maritain, Correspondance 1923-1963, avec la Lettre à Jacques Maritain et la Réponse à Jean Cocteau (Gallimard, Cahiers de la NRF, 1993, avec Michel Bressolette).
- Léon Bloy :
  - Journal inédit (Lausanne, L'Âge d'homme, 1996-2013, édition en cours, sous sa direction et celle de Michel Malicet et Joseph Royer, 4 vol. parus).
  - Histoires désobligeantes (Genève, Slatkine, Fleuron, 1997).
  - Journal (éd. Robert Laffont, 1999, 2 vol.)[7].
  - Sueur de sang (Nantes, Éditions Le Passeur, 2000).
  - Les Funérailles du naturalisme (Les Belles Lettres, 2001)[8].
  - Le Désespéré (Garnier-Flammarion, 2010).
  - Léon Bloy journaliste, choix de chroniques et de pamphlets (Flammarion, "GF", 2019).
- Jules Barbey d'Aurevilly :
  - Les Diaboliques (LGF, Le Livre de Poche classique, 1998).
  - Œuvre critique (Belles Lettres, 2005-2009, édition en cours, sous sa direction et celle de Catherine Mayaux, 6 vol.)[9].
  - Le Chevalier Des Touches (LGF, Le Livre de Poche classique, 2007).
  - Barbey d'Aurevilly journaliste, choix et présentation d'articles et de chroniques, Flammarion, "GF", 2016.
  - L'Ensorcelée, Paris, Classiques Garnier, "Bibliothèque du XIXe siècle", 2017.
- Auguste de Villiers de L'Isle-Adam :
  - Véra et autres contes cruels (LGF, Le Livre de Poche, Libretti, 2004).
  - Contes cruels ; nouveaux contes cruels (revue, corrigée et introduite de l'éd. de Pierre-Georges Castex, Classiques Garnier, 2012).
- Joseph de Maistre, 
  - Œuvres, suivies d'un Dictionnaire Joseph de Maistre (Robert Laffont, Bouquins, 2007)[10].
  - Quatre chapitres sur la Russie (Éditions Vagabonde, 2024).
- Honoré de Balzac :
  - Scènes de la vie politique : Un épisode sous la Terreur, Une ténébreuse affaire, Le Député d'Arcis, Z. Marcas, in La Comédie humaine, t. 17 (Classiques Garnier/Le Monde, 2009).
  - Scènes de la vie militaire : Les Chouans ou la Bretagne en 1799, Une passion dans le désert, in La Comédie humaine, t. 18 (Classiques Garnier/Le Monde, 2009).
- Octave Mirbeau:
  - Le Journal d'une femme de chambre (LGF, Le Livre de Poche, "Les Classiques de Poche", 2012).
  - Le Jardin des supplices et autres romans (Paris,  Robert Laffont, « Bouquins », 2021).